# Circuit Zolder
Der Circuit Zolder (sprich: Solder) ist eine 3977 Meter lange Motorsport-Rennstrecke in dem Ort Zolder-Terlaemen bei Hasselt in Belgien. Sie wurde von dem Niederländer Hans Hugenholtz geplant und im Jahre 1963 vom lokalen Motorsportclub Zolder eröffnet. Zwischen 1973 und 1984 wurde hier insgesamt zehnmal der Große Preis von Belgien der Formel 1 ausgetragen. 1980 fand der Große Preis von Belgien für Motorräder hier statt.

## Geschichte

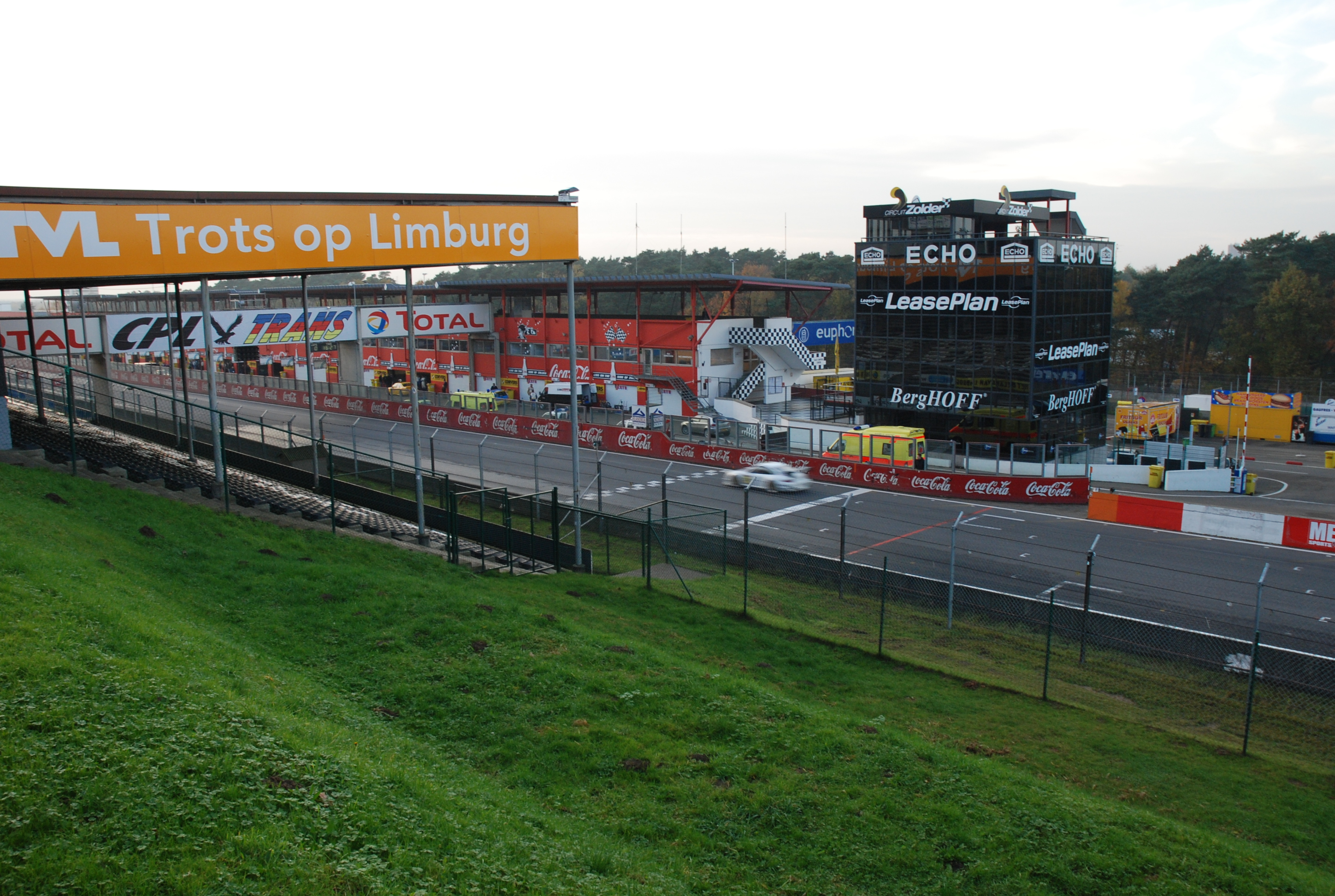
Start- und Ziel in Zolder

Der Circuit Zolder ist vor allem dadurch bekannt geworden, dass auf dieser Rennstrecke der Kanadier Gilles Villeneuve durch einen Unfall während des Qualifikationstrainings zum Großen Preis von Belgien 1982 ums Leben kam. Anstelle der damaligen schnellen Rechtskurve existiert an der Unfallstelle jetzt die sogenannte Gilles-Villeneuve-Schikane.
2002, 2019 und 2020 (2020 an zwei Wochenende) war auch die DTM in Zolder zu Gast, aber heutzutage fahren hier überwiegend Benelux-Rennserien (z. B. Belcar, 24 Stunden von Zolder, Formel Ford, Formel Renault).
Am 26. August 2007 wurde auf der leicht modifizierten Strecke ein Rennen der Champ-Car-Serie ausgetragen. Das Rennen gewann Sébastien Bourdais. Am 21. Oktober 2007 und am 19. Oktober 2008 fanden auf dem Kurs außerdem Läufe zur internationalen FIA-GT-Meisterschaft statt. Am 20. Juni 2010 wurden auf dem Kurs zwei Rennen der Tourenwagen-Weltmeisterschaft und der Formel 2 ausgetragen. 2011 wiederholte die WTCC ihr Event und auch ein Rennen zur FIA-GT1-Weltmeisterschaft fand 2011 an einem Wochenende statt.

## Radsport
Neben dem Motorsport spielt der Circuit Zolder eine bedeutende Rolle im Radsport. Die Straßenradsport-Weltmeisterschaften 1969 und 2002 fanden auf dieser Rennstrecke statt, die Rennen der Europameisterschaften 2024 wurden dort gestartet. Jährlich kurz nach Weihnachten findet auf seinem Gelände der Cyclocross Zolder statt, eines der prestigeträchtigsten Cyclocross-Rennen der Saison. Der Parcours diente auch mehrfach zur Ausrichtung von Cyclocross-Weltmeisterschaften (1970, 2002, 2016). Im Juni 2023 wurde am Rande der Rennstrecke das Velodroom Limburg eröffnet, in dem die Bahnradsport-Weltmeisterschaften der Junioren 2026 geplant sind. Die BMX-Bahn auf dem Gelände diente den BMX-Rennsport-Weltmeisterschaften 2015 und 2019. Neben der BMX-Bahn steht ein Stützpunkt der Vlaamse Wielerschool, die der Ausbildung junger Radsportler dient.

## Streckenvarianten

Streckenführung bis 1972.
Streckenführung 1973–1974.
Streckenführung 1975–1985.
Streckenführung 1986–2001.
Streckenführung seit 2002.

## Alle Sieger von Formel-1-Rennen in Zolder
| Nr. | Jahr | Fahrer           | Konstrukteur | Motor   | Reifen | Zeit          | Streckenlänge | Runden | Ø-Tempo      | Datum     | GP von  |
| --- | ---- | ---------------- | ------------ | ------- | ------ | ------------- | ------------- | ------ | ------------ | --------- | ------- |
| 1   | 1973 | Jackie Stewart   | Tyrrell      | Ford    | G      | 1:42:13,430 h | 4,220 km      | 70     | 173,384 km/h | 20. Mai   | Belgien |
|     |      |                  |              |         |        |               |               |        |              |           | Belgien |
| 2   | 1975 | Niki Lauda       | Ferrari      | Ferrari | G      | 1:43:53,980 h | 4,262 km      | 70     | 172,285 km/h | 25. Mai   | Belgien |
| 3   | 1976 | Niki Lauda       | Ferrari      | Ferrari | G      | 1:42:53,230 h | 4,262 km      | 70     | 173,981 km/h | 16. Mai   | Belgien |
| 4   | 1977 | Gunnar Nilsson   | Lotus        | Ford    | G      | 1:55:05,710 h | 4,262 km      | 70     | 155,527 km/h | 5. Mai    | Belgien |
| 5   | 1978 | Mario Andretti   | Lotus        | Ford    | G      | 1:39:52,020 h | 4,262 km      | 70     | 179,242 km/h | 21. Mai   | Belgien |
| 6   | 1979 | Jody Scheckter   | Ferrari      | Ferrari | M      | 1:39:59,530 h | 4,262 km      | 70     | 179,018 km/h | 13. Mai   | Belgien |
| 7   | 1980 | Didier Pironi    | Ligier       | Ford    | G      | 1:38:46,510 h | 4,262 km      | 72     | 186,402 km/h | 4. Mai    | Belgien |
| 8   | 1981 | Carlos Reutemann | Williams     | Ford    | M      | 1:16:31,610 h | 4,262 km      | 54     | 180,445 km/h | 17. Mai   | Belgien |
| 9   | 1982 | John Watson      | McLaren      | Ford    | M      | 1:35:41,995 h | 4,262 km      | 70     | 187,047 km/h | 9. Mai    | Belgien |
|     |      |                  |              |         |        |               |               |        |              |           | Belgien |
| 10  | 1984 | Michele Alboreto | Ferrari      | Ferrari | G      | 1:36:32,048 h | 4,262 km      | 70     | 185,431 km/h | 29. April | Belgien |

Rekordsieger
Fahrer: Niki Lauda (2) • Fahrernationen: Großbritannien/Österreich (je 2) • Konstrukteure: Ferrari (4) • Motorenhersteller: Ford (6) • Reifenhersteller: Goodyear (7)